# Parc naturel de Moma
Pour les articles homonymes, voir Moma (homonymie).
Le parc naturel Moma ou parc naturel de Moma (en russe : Момский природный парк, parc Momsky Pryrodny ; en iakoute : Аан Айылгы, Aan Aiylgy) est une zone protégée de la région de Momsko-Chersk en Yakoutie dans la partie supérieure du bassin de la rivière Moma. Il a été créé en 1996, et couvre une vaste étendue de 21 756 km2. 
Administrativement, le parc fait partie du district de Moma, dans la République de Sakha, en Russie extrême-orientale. La ville la plus proche est Khonuu, desservie par l'aéroport de Moma, et le village le plus proche Sasyr . 

## Attractions
Le parc comprend une partie de la zone principalement montagneuse de la chaîne Ulakhan-Chistay, avec des crêtes immaculées et des lacs de valeur environnementale et esthétique. Les visiteurs peuvent trouver toute une gamme de buts éducatifs et récréatifs dans la région. Certaines des caractéristiques principales sont : 
- Mont Pobeda (3 147 mètres), s'élevant dans le massif du Buordakh, est le point culminant de l'Ulakhan-Chistay, ainsi que des monts Tcherski. Les voies d'escalade de difficulté variable sont marquées - jusqu'à la catégorie 5A.
- La vallée de la rivière Moma, avec les volcans de cône de scories éteints Balagan-Tas et Uraga-Tas.
- Ulakhan-Taryn (Bolshaya Momskaya Aufeis), un corps glaciaire en couches formé par des écoulements de rivière gelés. À la fin de l'hiver, ses dimensions peuvent être de 30 km de long et 5 km de large avec une épaisseur de 7 mètres [2].
- Ulakhan-Kuel, un lac où l'eau ne gèle pas jusqu'à -60 °C.
- Yuryung Taastah Haya (Marble Mount), une montagne de pierre blanche.

## Voir également
- Chaîne Moma, située plus au nord
- Montagnes de Sibérie orientale